# Сёренсен, Ханус
Ха́нус Сёренсен (фар. Hanus Sørensen; род. 19 февраля 2001 года в Торсхавне, Фарерские острова) — фарерский футболист, игрок клуба «Целе» и сборной Фарерских островов.

## Клубная карьера
Ханус воспитывался в системе клуба «ХБ» из своего родного Торсхавна. В январе 2017 года он перебрался в юношескую команду датского «Мидтьюлланна» в статусе одного из главных фарерских футбольных талантов. В юношеском составе «волков» игрок провёл 3 сезона. 27 декабря 2020 года Ханус покинул «Мидтьюлланн», заключив двухлетний контракт с «Миддельфартом». Он дебютировал за новый клуб 13 марта 2021 года в матче второго датского дивизиона против «ВСК». 15 мая Ханус забил свой первый мяч в карьере, поразив ворота «Хольбека». Всего в дебютном сезоне на взрослом уровне игрок принял участие в 11 встречах второго дивизиона Дании, отметившись 1 забитым голом.
18 июня 2021 года Ханус был арендован родным «ХБ» сроком на один месяц. В тот же день он сыграл за дублирующий состав клуба в матче первого дивизиона против второй команды «ЭБ/Стреймур». За взрослую команду «красно-чёрных» Ханус дебютировал через 4 дня в квалификационной игре Лиги чемпионов с андорранским «Интером»: игрок вышел на поле на 88-й минуте вместо Барталя Вардума. Это была единственная встреча «ХБ», в которой успел принять участие Ханус, прежде чем он вернулся в «Миддельфарт».
Сезон 2021/22 Ханус начал запасным в «Миддельфарте», выходя на замену в стартовых матчах второго дивизиона против «Орхус Фремад» и «ФА 2000». В следующих встречах чемпионата игрок выходил на поле с первых минут. Он также принял активное участие в кубковой кампании своего клуба. В матче 1/16 финала с «Марьенлюстом» Ханус отыграл все 120 минут, по его итогам «Миддельфарт» вышел в следующий раунд турнира.

## Международная карьера
Ханус начал международную карьеру в составе юношеской сборной Фарерских островов (до 17 лет). Он дебютировал за неё 3 мая 2016 года в матче со сверстниками из Латвии. 20 марта 2017 года игрок забил мяч в ворота юношеской сборной Словакии, ставший для фарерцев победным. Спустя 2 месяца Ханус принял участие на первом в истории юношеской фарерской сборной Чемпионате Европы по футболу, проходившем в Хорватии. Он с первых минут начал первую игру турнира с юношеской сборной Шотландии, а также целиком отыграл две другие встречи группового этапа. По его итогам фарерская команда покинула турнир. Суммарно за юношескую сборную до 17 лет Ханус забил 3 гола в 22 матчах.
В 2017—2019 годах Ханус выступал за юношескую сборную Фарерских островов до 19 лет, в целом отыграв за неё 10 игр. С 2020 года он является членом молодёжной сборной Фарерских островов.

## Статистика выступлений
| Выступление      | Выступление      | Выступление      | Лига | Лига | Кубки | Кубки | Еврокубки | Еврокубки | Прочие | Прочие | Итого | Итого |
| Клуб             | Лига             | Сезон            | Игры | Голы | Игры  | Голы  | Игры      | Голы      | Игры   | Голы   | Игры  | Голы  |
| ---------------- | ---------------- | ---------------- | ---- | ---- | ----- | ----- | --------- | --------- | ------ | ------ | ----- | ----- |
| Миддельфарт      | Второй дивизион  | 2020/21          | 11   | 1    | 0     | 0     | 0         | 0         | 0      | 0      | 11    | 1     |
| Миддельфарт      | Итого            | Итого            | 11   | 1    | 0     | 0     | 0         | 0         | 0      | 0      | 11    | 1     |
| → ХБ Торсхавн II | Первый дивизион  | 2021             | 1    | 0    | 0     | 0     | 0         | 0         | 0      | 0      | 1     | 0     |
| → ХБ Торсхавн II | Итого            | Итого            | 1    | 0    | 0     | 0     | 0         | 0         | 0      | 0      | 1     | 0     |
| → ХБ Торсхавн    | Премьер-лига     | 2021             | 0    | 0    | 0     | 0     | 1         | 0         | 0      | 0      | 1     | 0     |
| → ХБ Торсхавн    | Итого            | Итого            | 0    | 0    | 0     | 0     | 1         | 0         | 0      | 0      | 1     | 0     |
| Миддельфарт      | Второй дивизион  | 2021/22          | 9    | 0    | 2     | 0     | 0         | 0         | 0      | 0      | 11    | 0     |
| Миддельфарт      | Итого            | Итого            | 9    | 0    | 2     | 0     | 0         | 0         | 0      | 0      | 11    | 0     |
| Всего за карьеру | Всего за карьеру | Всего за карьеру | 21   | 1    | 2     | 0     | 1         | 0         | 0      | 0      | 24    | 1     |

## Личная жизнь
Младший брат Хануса Хайни — тоже футболист. В настоящее время Хайни Сёренсен выступает за юношескую команду «Мидтьюлланна».